# هيئة تنمية ساحل السند
هيئة تنمية ساحل السند هي الوكالة المسؤولة عن مشاريع التنمية في المناطق الساحلية في إقليم السند في باكستان.

## روابط خارجية
- هيئة تنمية السواحل في السند